# BMW 1 Серії (F20)
Друге покоління BMW 1 Серії відноситься до субкомпактних автомобілів BMW F20 (5-дверний хетчбек) і BMW F21 (3-дверний хетчбек). Покоління F20/F21 вироблялося компанією BMW з 2011 по 2019 роки, і його часто називають F20.
Для другого покоління 1 серії моделі купе та кабріолет продаються окремо з новою табличкою BMW 2 серії.
F20/F21 спочатку оснащувався чотирирядним бензиновим, чотирирядним дизельним і шестирядним бензиновими двигунами. У 2015 році лінійку моделей доповнили трирядні бензинові та дизельні двигуни. Всі двигуни з турбонаддувом.
На відміну від більшості конкурентів хетчбеків, F20/F21 використовує задній привід (а не передній привід) для більшості моделей. F20/F21 є першою серією 1, яка пропонує опціональний повний привід (називається BMW «xDrive»).
У липні 2019 року BMW 1 серії (F40) почав випускатися як наступник F20.

## Обладнання

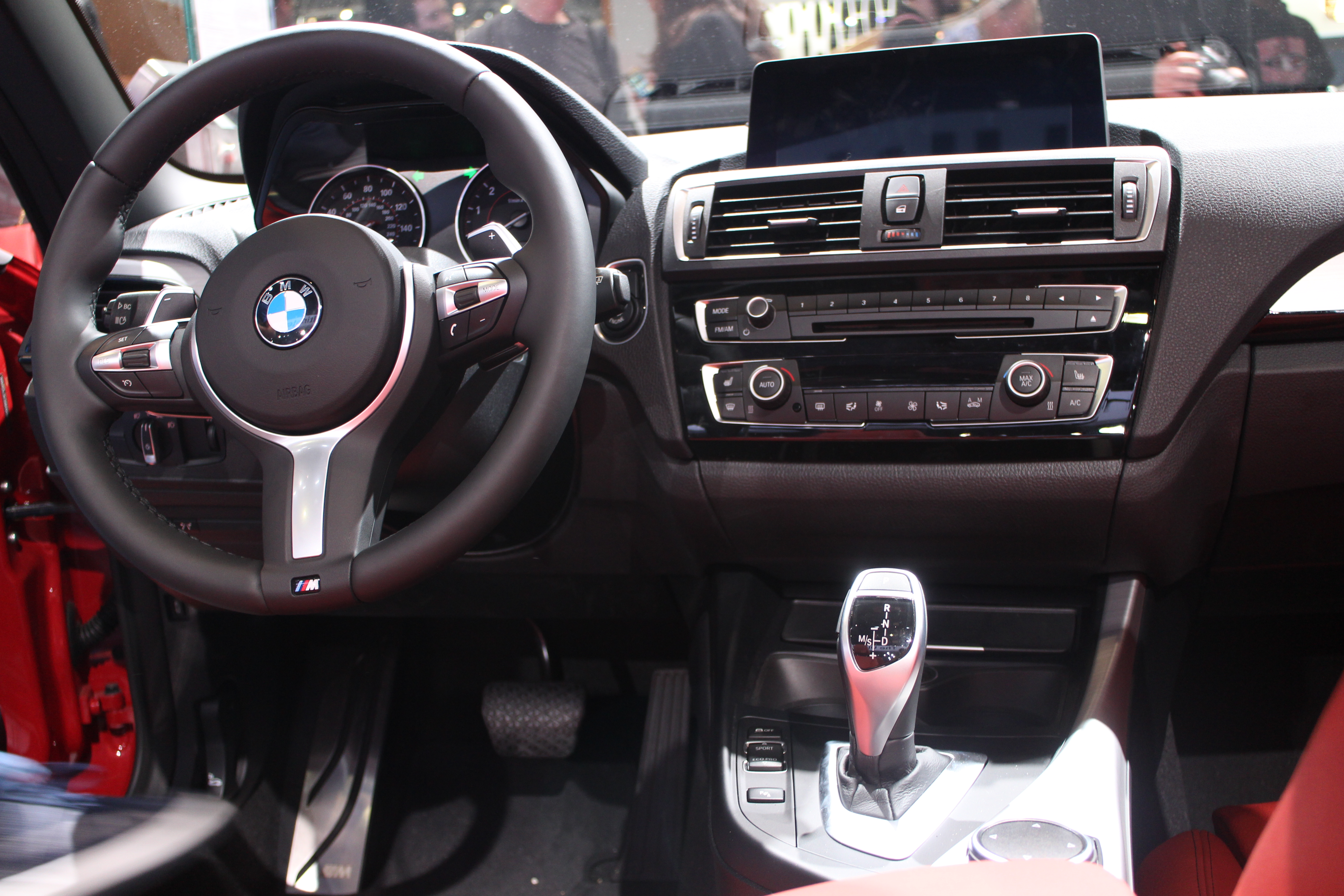
Інтер'єр

Доступне обладнання включає супутникову навігацію з 8,8-дюймовим екраном, iDrive, світлодіодні фари та цифрове радіо.
Внутрішнє та зовнішнє оздоблення Sport Line, Urban Line або M-Sport Line. Ці пакети обробки відрізняються легкосплавними дисками, решіткою радіатора, FDS та іншими функціями, пов’язаними із зовнішнім виглядом.
У листопаді 2015 року була оновлена додаткова система автоматичного паркування (називається «Асистент паркування», де автомобіль самостійно керує для паралельного паркування).

Моделі 114-125 із комплектацією M Sport і моделі M135-M140 можуть бути оснащені деталями M Performance. До них входять чорні решітки радіатора, спортивні гальма для коліс розміром 18 дюймів і вище, ефект грунту бічних спідниць, дзеркала з вуглецевого волокна та система глушників M Performance для моделей M135 і M140.

## Стилі кузова

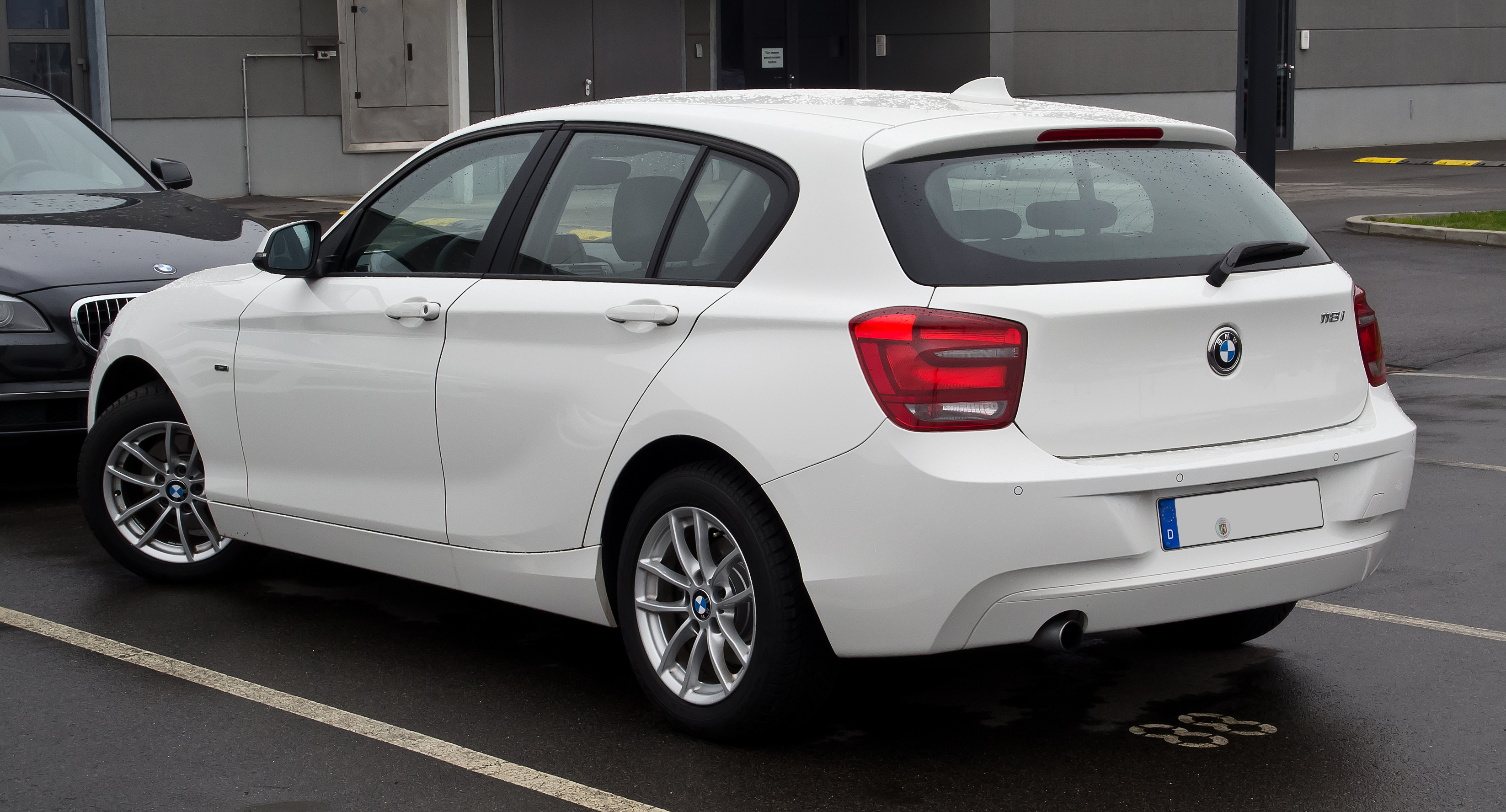
5-дверний хетчбек (F20)
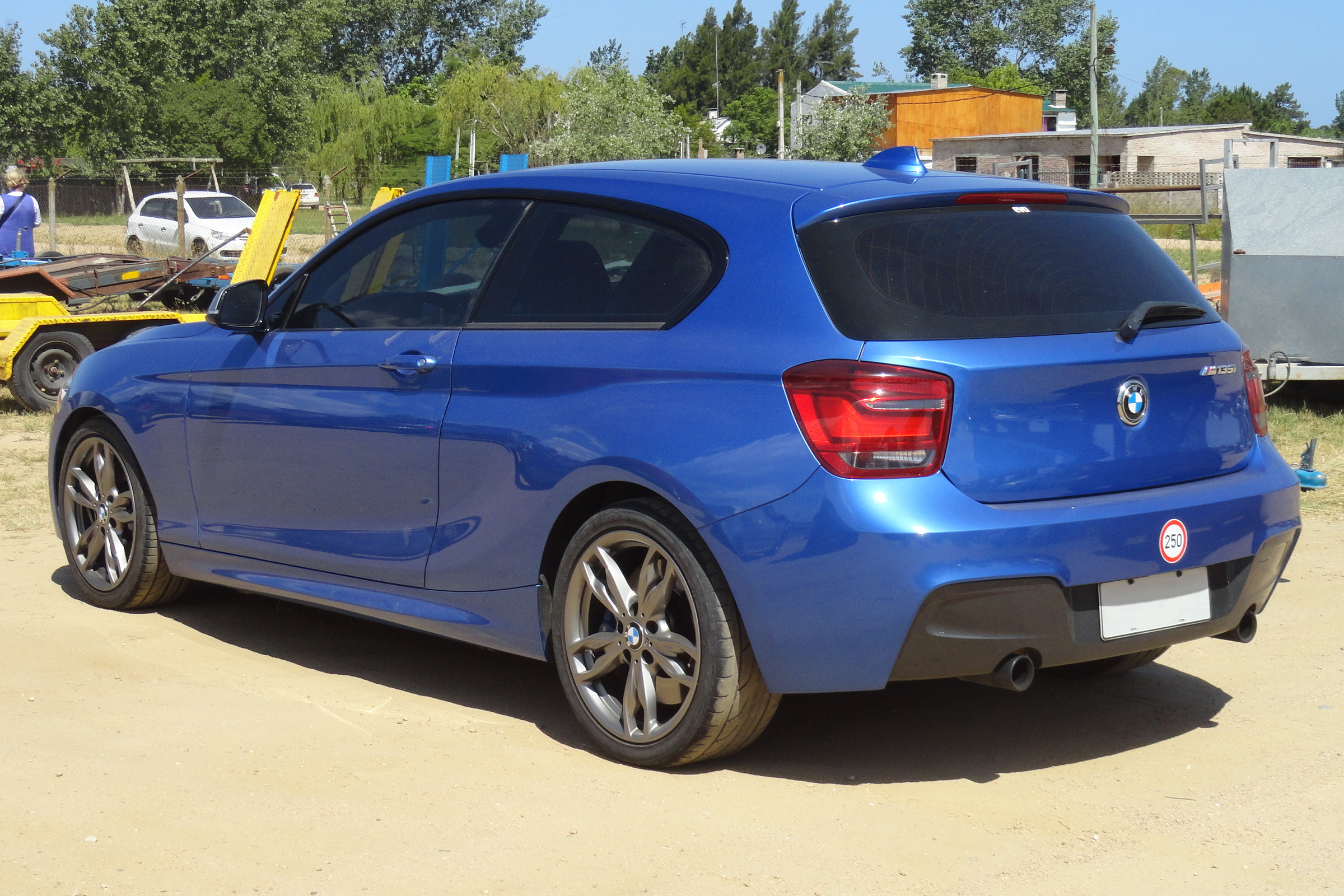
3-дверний хетчбек (F21)

### 5-дверний хетчбек (F20)
П'ятидверний хетчбек F20 був першим із типів кузова F20/F21, який був випущений. Він був представлений у 2011 році на автосалоні у Франкфурті, а потім на автосалоні в Гуанчжоу.
Ранні моделі включали 116i, 118i, 116d, 118d, 120d. У 2012 році були представлені моделі 125i, 125d і 116d EfficientDynamics Edition. У липні 2012 року були представлені 114i та M135i, а потім опціональний повний привід (xDrive) для моделей 120d та M135i. Після появи оновлених моделей (LCI) у 2015 році M140i замінив M135i, який оновив двигун до BMW B58 і вніс різні косметичні зміни.

### 3-дверний хетчбек (F21)
Автомобіль був представлений на Auto Mobil International Leipzig 2012. Дизайном екстер’єру керував Ніколя Хюе.
Запущені моделі складалися з моделей 114i, 116i, 125i та M135i з бензиновими двигунами та моделей 114d, 116d, 116d EfficientDynamics Edition, 118d та 125d з дизельними двигунами. Рядну шестициліндрову модель M135i було представлено у 3-дверному кузові на Женевському міжнародному автосалоні 2012 року. З 2016 року M140i замінив M135i з тим же двигуном і опціями, що й F20.

## Двигуни

### Бензинові
Офіційні характеристики такі:
| Модель | Роки           | Двигун - turbo     | Потужність                              | Крутний момент                             |
| ------ | -------------- | ------------------ | --------------------------------------- | ------------------------------------------ |
| 114i   | 2012-2015 роки | 1.6 L N13 рядний-4 | 75 кВт (101 к. с.) при 4000 об/хв       | 180 Н⋅м (133 фунт⋅фут) при 1100-3900 об/хв |
| 116i   | 2012-2015 роки | 1.6 L N13 рядний-4 | 100 кВт (134 к. с.) при 4400-6450 об/хв | 220 Н⋅м (162 фунт⋅фут) при 1350-4300 об/хв |
| 116i   | 2015-2019 роки | 1,5 л B38 рядний-3 | 80 кВт (107 к. с.) при 4500-6000 об/хв  | 180 Н⋅м (133 фунт⋅фут) при 1250-3900 об/хв |
| 118i   | 2012-2015 роки | 1.6 L N13 рядний-4 | 125 кВт (168 к. с.) при 4800-6450 об/хв | 250 Н⋅м (184 фунт⋅фут) при 1500-4500 об/хв |
| 118i   | 2015-2019 роки | 1,5 л B38 рядний-3 | 100 кВт (134 к. с.) при 4000-6000 об/хв | 220 Н⋅м (162 фунт⋅фут) при 1250-4000 об/хв |
| 120i   | 2012-2015 роки | 1.6 L N13 рядний-4 | 130 кВт (174 к. с.) при 4800-6450 об/хв | 250 Н⋅м (184 фунт⋅фут) при 1350-4500 об/хв |
| 120i   | 2016-2019 роки | 2.0 L B48 рядний-4 | 135 кВт (181 к. с.) при 5000 об/хв      | 290 Н⋅м (214 фунт⋅фут) при 1350-4250 об/хв |
| 125i   | 2012-2015 роки | 2,0 л N20 рядний-4 | 160 кВт (215 к. с.) при 5000 об/хв      | 310 Н⋅м (229 фунт⋅фут) при 1350-4800 об/хв |
| 125i   | 2016-2019 роки | 2.0 L B48 рядний-4 | 165 кВт (221 к. с.) при 5200 об/хв      | 310 Н⋅м (229 фунт⋅фут) при 1400-5000 об/хв |
| M135i  | 2012-2015 роки | 3,0 л N55 рядний-6 | 235 кВт (315 к. с.) при 5800-6400 об/хв | 450 Н⋅м (332 фунт⋅фут) при 1300-4500 об/хв |
| M135i  | 2015-2016 роки | 3,0 л N55 рядний-6 | 240 кВт (322 к. с.) при 5800-6400 об/хв | 450 Н⋅м (332 фунт⋅фут) при 1300-4500 об/хв |
| M140i  | 2016-2019 роки | 3,0 л B58 рядний-6 | 250 кВт (335 к. с.) при 5500 об/хв      | 500 Н⋅м (369 фунт⋅фут) при 1520-4500 об/хв |

### Дизельні
Офіційні характеристики такі:
| Модель | Роки           | Двигун - turbo     | Потужність                         | Крутний момент                             |
| ------ | -------------- | ------------------ | ---------------------------------- | ------------------------------------------ |
| 114d   | 2012-2015 роки | 1.6 L N47 рядний-4 | 70 кВт (94 к. с.) при 4000 об/хв   | 235 Н⋅м (173 фунт⋅фут) при 1500-2750 об/хв |
| 114d   | 2015-2019 роки | 1,5 л B37 рядний-3 | 71 кВт (95 к. с.) при 4000 об/хв   | 240 Н⋅м (177 фунт⋅фут) при 1500-2750 об/хв |
| 116d   | 2011-2015 роки | 2,0 л N47 рядний-4 | 85 кВт (114 к. с.) при 4000 об/хв  | 260 Н⋅м (192 фунт⋅фут) при 1750-2500 об/хв |
| 116d   | 2012-2015 роки | 1.6 L N47 рядний-4 | 85 кВт (114 к. с.) при 4000 об/хв  | 260 Н⋅м (192 фунт⋅фут) при 1750-2500 об/хв |
| 116d   | 2015-2019 роки | 1,5 л B37 рядний-3 | 85 кВт (114 к. с.) при 4000 об/хв  | 270 Н⋅м (199 фунт⋅фут) при 1750-2250 об/хв |
| 118d   | 2011-2015 роки | 2,0 л N47 рядний-4 | 105 кВт (141 к. с.) при 4000 об/хв | 320 Н⋅м (236 фунт⋅фут) при 1750-2500 об/хв |
| 118d   | 2015-2019 роки | 2.0 L B47 рядний-4 | 112 кВт (150 к. с.) при 4000 об/хв | 350 Н⋅м (258 фунт⋅фут) при 1750-2500 об/хв |
| 120d   | 2011-2015 роки | 2,0 л N47 рядний-4 | 135 кВт (181 к. с.) при 4000 об/хв | 380 Н⋅м (280 фунт⋅фут) при 1750-2750 об/хв |
| 120d   | 2015-2019 роки | 2.0 L B47 рядний-4 | 140 кВт (188 к. с.) при 4000 об/хв | 400 Н⋅м (295 фунт⋅фут) при 1750-2500 об/хв |
| 125d   | 2012-2015 роки | 2,0 л N47 рядний-4 | 160 кВт (215 к. с.) при 4400 об/хв | 450 Н⋅м (332 фунт⋅фут) при 1500-2500 об/хв |
| 125d   | 2015-2019 роки | 2.0 L B47 рядний-4 | 165 кВт (221 к. с.) при 4400 об/хв | 450 Н⋅м (332 фунт⋅фут) при 1500-3000 об/хв |

## Трансмісії
Були доступні такі трансмісії:
- 6-ступінчаста механічна коробка (Getrag GS6-17 у більшості моделей, ZF GS6-45BZ у M135i/M140i)[29][30].
- 8-ступінчастий автомат ZF 8HP[31].

## Підвіска
Як і його попередник E87, F20/F21 використовує алюмінієву багатоважільну підвіску.

## Зміни модельного року

### Рестайлінг 2015
Зміни фейсліфтингу ("LCI", "F20N") були представлені на Женевському міжнародному автосалоні 5 березня 2015 року, а виробництво почалося пізніше того ж місяця. Зміни включали:
- Оновлені бампери, задні ліхтарі та світлодіодні спрямовані фари («Адаптивні фари»)[35][36].
- Дизельні двигуни замінені з 4-циліндрового N47 на 3-циліндровий BMW B37 (модель 116d) [37] і 4-циліндровий BMW B47 (моделі 118d, 120d і 125d).
- Моделі 116i та 118i замінили 4-циліндровий двигун N13 на 3-циліндровий B38 .
- Представлена модель 120i з 4-циліндровим двигуном N13.
- Збільшення потужності M135i на 5 кВт (7 к. с.)[38].

### 2016 рік
- Модель M140i замінює M135i, оснащену 6-циліндровим двигуном B58[39][40][41].
- Модель 120i замінила 4-циліндровий двигун N13 на 4-циліндровий B48.
- Модель 125i замінила 4-циліндровий двигун N20 на 4-циліндровий B48.

### 2017 рік
- Оновлений дизайн панелі приладів і комбінації приладів.
- iDrive оновлено до версії 6.

## Motorsport
F20 використовувався в Британському чемпіонаті туристичних автомобілів, а BTCC BMW 125i M Sport виграв Чемпіонат конструкторів і Чемпіонат команд у 2017 році.

## Виробництво
F20/F21 виробляється в Лейпцигу, Німеччина, і Регенсбурзі, Німеччина. Повне розбірне (CKD) складання F20/F21 проводиться в Аракуарі, Бразилія; Ченнаї, Індія; Кулім, Малайзія (від Inokom ); і Районг, Таїланд.

## Нагороди
У 2011 році F20/F21 серії 1 отримав нагороду журналу Bild am Sonntag «Золоте кермо».
У 2015 році M135i став переможцем журналу Sport Auto як найкращий компактний автомобіль ціною до 50 000 євро.
У 2017 році M140 був « What Car?» переможець журналу як найкращий хот-хетч понад 25 000 фунтів стерлінгів.